# Le Guédeniau
Le Guédeniau var en kommun i departementet Maine-et-Loire i regionen Pays de la Loire i nordvästra Frankrike. Kommunen ligger i kantonen Baugé som tillhör arrondissementet Saumur. År 2018 hade Le Guédeniau 395 invånare.
Den 1 januari 2016 uppgick den i kommunen Baugé-en-Anjou.

## Befolkningsutveckling
Antalet invånare i kommunen Le Guédeniau
| Referens: INSEE |